# L'Âge de glace 3 : Le Temps des dinosaures (jeu vidéo)
Pour les articles homonymes, voir Âge de glace (homonymie).
L'Âge de glace 3 : Le Temps des dinosaures (Ice Age: Dawn of the Dinosaurs) est un jeu vidéo de plates-formes développé par Eurocom et édité par Activision, sorti en 2009 sur Windows, Wii, PlayStation 2, PlayStation 3, Xbox 360 et Nintendo DS.
Il est adapté du film du même nom.

## Accueil
- Jeuxvideo.com : 13/20[1] - 12/20 (DS)[2]

## Voix françaises
- Martial Le Minoux : Eddie l'opossum